# Arnold de Villanova

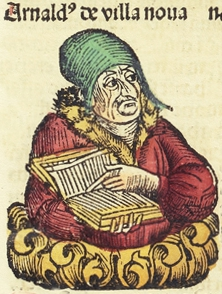
Arnold de Villanova (ilustracja z Kroniki norymberskiej)

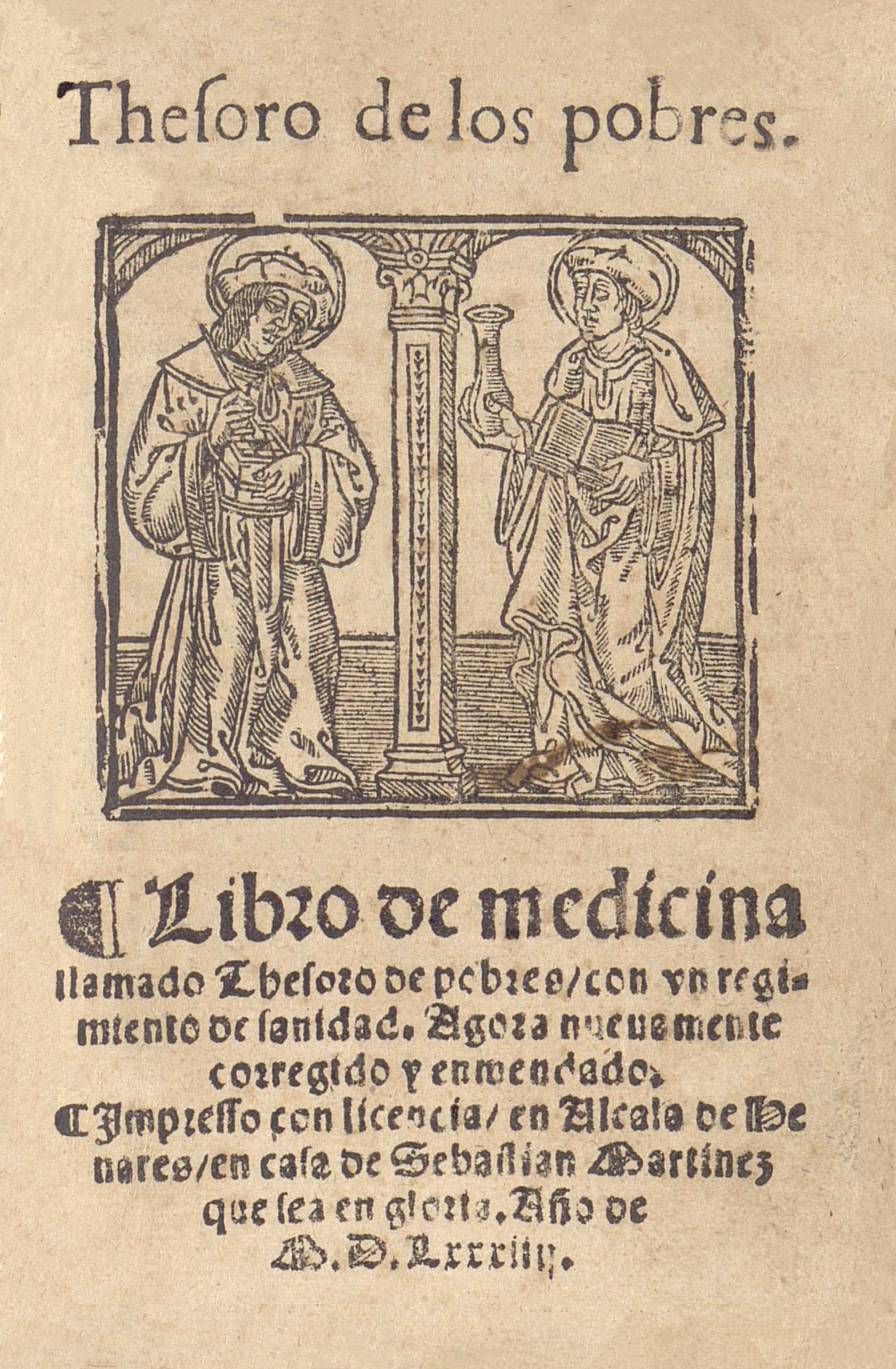
Thesoro de los pobres (1584).

Arnold de Villanova, znany też jako Arnau de Vilanova, Arnaldus de Villanova, Arnold z Villanova, Arnaud de Villeneuve (ur. ok. 1235 w Walencji, zm. 1311–1313) – kataloński scholastyk, lekarz, templariusz, alchemik.

## Życiorys
Osobisty lekarz króla Aragonii Jakuba II, profesor i rektor uniwersytetu w Montpellier. Autor wielu traktatów alchemicznych i medycznych, m.in. Breviarium practicae, Herbolarium de virtutibus herbarum, Regimen sanitatis ad regem Aragonum, Regimen sanitatis Salernitanum.
Na podstawie arabskiej receptury nauczył się destylować alkohol etylowy z wina.
Po pobycie na dworze aragońskim przeniósł się do Paryża, gdzie zyskał uznanie, ale też spotkał się z wrogością ze strony duchowieństwa i został zmuszony do ucieczki, ostatecznie znajdując azyl na Sycylii. Został wezwany ok. 1311–1313 (według różnych źródeł) do Awinionu przez chorego papieża Klemensa V. Zmarł podczas tej podróży na morzu między Neapolem a Genuą.
Poszukiwał kamienia filozoficznego (łac. lapis philosophorum), o którym tak pisał:

Hic lapis exilis extat, pretio quoque vilis; Spernitur a stultis, amatur plus ab edoctis.
Tu wznosi się marny kamień, lichej też jest ceny; Głupcom niepotrzebny – Miłują go bardziej mędrcy.

Wierzył, że impotencja może być spowodowana magią.  Wg niego w niektórych przypadkach potrzebna jest boska pomoc, w innych wystarczą wyłącznie ludzkie działania. Przykładowo urok można pozbyć się uroku poprzez usunięcie przedmiotu, którego za niego odpowiada. Takim przedmiotem mogą być jądra koguta znajdujące się pod łóżkiem. W innych przypadkach potrzebny jest egzorcyzm, który może polegać na zapisaniu początkowych wersetów  Ewangelii Jana na papierze i zanurzeniu zapisanego papieru w płynie wypijanym przez parę małżeńską.